# Last (mekanik)
Ordet last används inom mekaniken och hållfasthetsläran för den kraft som belastar en struktur, till exempel en balk. Exempel på laster inom byggnadsmekaniken är vertikallast (till exempel snölast och egenvikt), horisontallast (till exempel vindlast, olyckslast) och momentlast. Laster kan vara statiska eller dynamiska.